# Лицар із самопалом
Лицар із самопалом, Козак з мушкетом — герб Війська Запорозького. Зображався у вигляді козака з рушницею. Вперше зустрічається на печатці 1592 року. Відображений в українській (руській) поезії та літописах XVII століття. З XVIII століття, за часів Кирила Розумовського, використовувався як герб Гетьманщини, Січі та запорозьких козаків, а також символ чорноморських і кубанських козаків. У 1918 році був гербом Української Держави гетьмана Павла Скоропадського. Згідно з Конституцією України 1996 року мав бути складовою великого герба України.

## Короткі відомості
Лицар із самопалом — перша пам'ятка козацького герботворення. Вперше цей герб фіксується на печатці 1592 року. На ній зображено вояка з мушкетом, символ Війська Запорозького. За легендою, записаною в козацькому літописі Григорія Грабянки (1710), поява в козаків гербу позв'язувалася із військовою реформою короля Речі Посполитої Стефана Баторія. Герб надавався усьому козацтву, тобто був зовнішнім атрибутом соціальної ідентифікації, засобом підтвердження козацьких претензій на вольності:
|  | А в лѣто 1576 за Стефана Баторія Короля Полского Козаки въ лучшій еще строй учиненни. Тойже Король, видя у Козаковъ мужество великое и зъ Татари на бранехъ, постави имъ Гетмана, присла имъ короговъ, бунчукъ и булаву, и на печати гербъ, рицарь зъ самопаломъ и на головѣ колпакъ перекривленній… |

На думку історика Олега Однороженка пов'язувати появу герба Війська Запорозького з реформою Баторія немає підстав. По-перше, в королівській «Постанові щодо низовців» від 16 вересня 1578 року немає жодної згадки про надання герба козакам. По-друге, печатку «лицаря з самопалом» використовувало нереєстрове козацтво, без згадок королівського титулу. По-третє, можливий факт надання герба Баторієм не підтверджується українськими джерелами 16—17 століття. Історик вважає, що герб Війська Запорозького має місцеве українське походження — він виник з ініціативи козацтва для обґрунтування привілейованого статусу та політичної ваги запорозького козацтва.

## Джерела

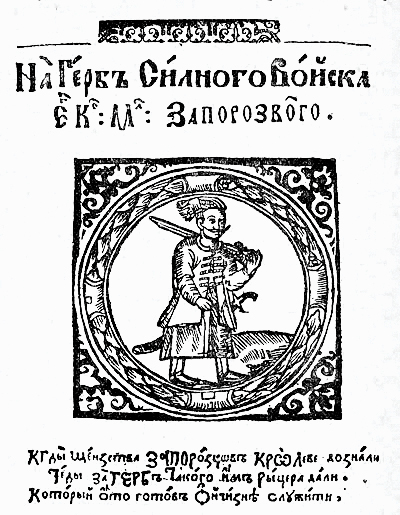
Герб Війська з «Віршів»

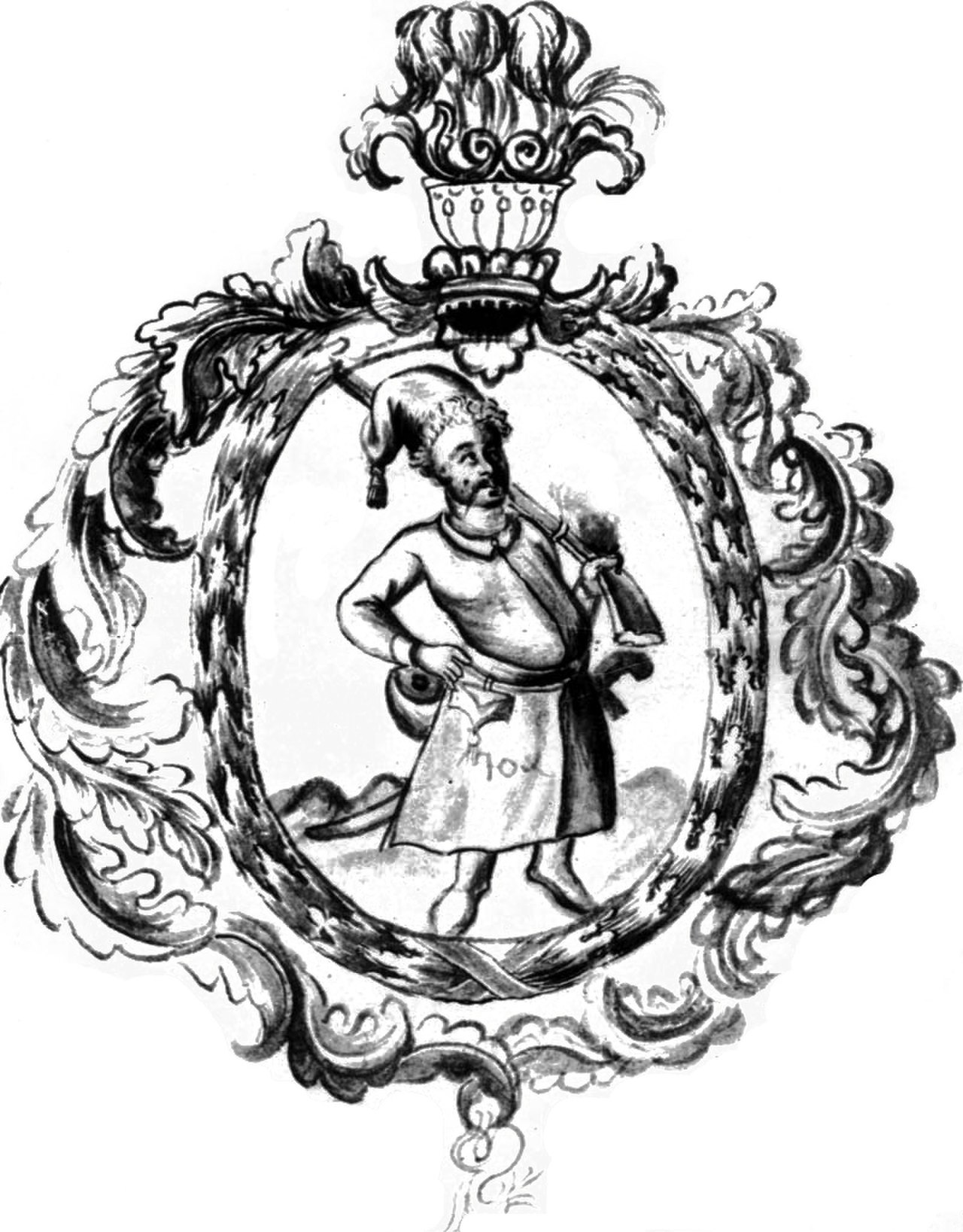
Герб з літопису Грабянки

## Іконографія

Герб Війська Запорозького Низового.

На основі зображень Герба Війська Запорозького визначають 4 види іконографії основної фігури герба:
- герб Війська (від часів використання герба до 1648 р.) — корпус та голова повернені на ¾ вліво, ноги крокують вліво, права рука вільно звисає біля стегна, а ліва — тримає під приклад самопал під кутом 45° до корпусу;
- герб Війська Запорозького Городового (1648—1670 рр., Гетьманщина) — корпус та голова повернені на ¾ вліво, ноги на ширині плеч прямо, права рука за спиною, а ліва — тримає за приклад самопал під кутом 45° до корпусу;
- герб Війська Запорозького Городового (1670—1766 рр., Гетьманщина на Лівобережній Україні) — корпус та голова повернені на ¾ вліво, ноги на ширині плеч прямо, права рука на поясі, а ліва — тримає під приклад самопал під кутом 90° до корпусу;
- герб Війська Запорозького Низового (1670—1775 рр.) — корпус та голова повернені на ¾ вліво, ноги на ширині плеч прямо, права рука на поясі, а ліва — тримає під приклад самопал під кутом 90° до корпусу, зліва біля фігури козака наявний спис (це знак, за допомогою якого різнилися герб Запорожжя і Гетьманщини), в пізніших версіях ліворуч від списа також будівля.

Від самого початку на картинах і прапорах герб оточувався арматурою (списи, гармати, похилені прапори, гарматні ядра).

## Кольори

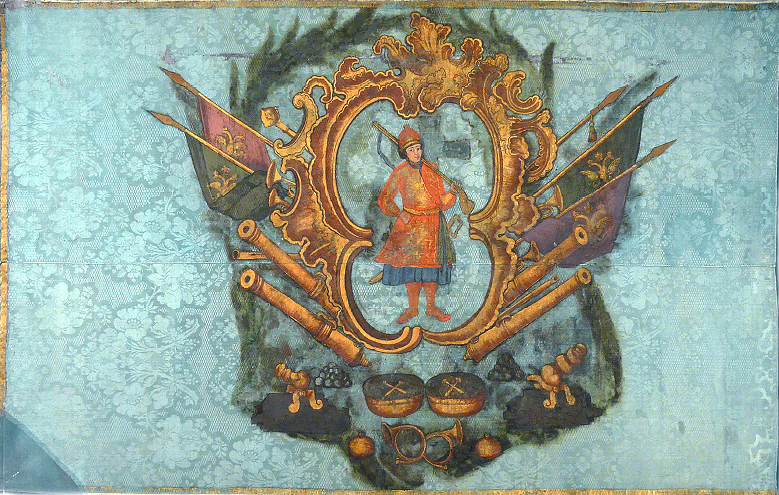
Прапор Сенчанської сотні Лубенського полку.

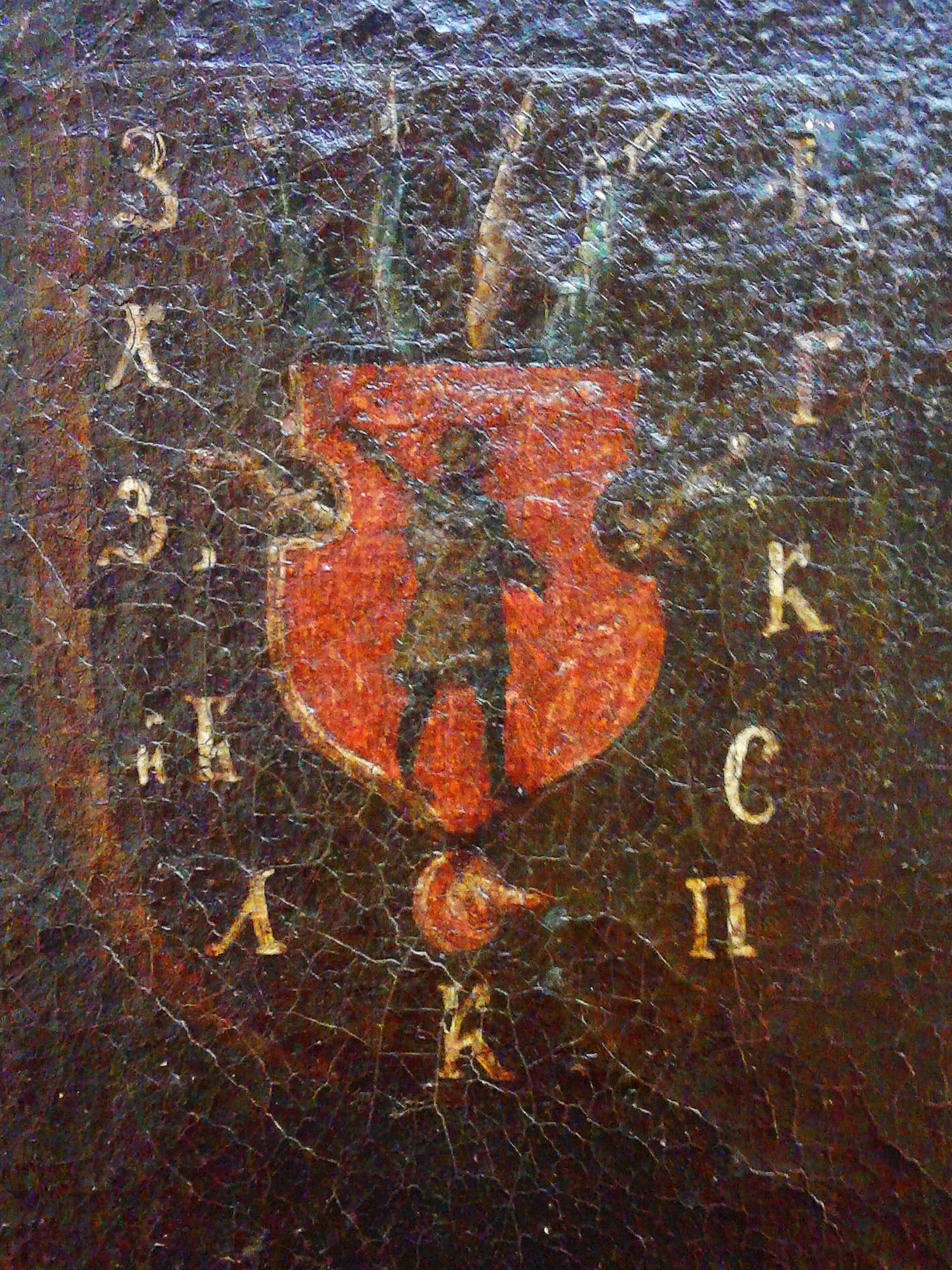
Фрагмент портрета Б. Хмельницького, к. XVII ст.

У 18 столітті герб Війська Запорозького зображався у синьо-червоно-золотій гамі. За гетьмана Кирила Розумовського, ордером від 18 вересня 1755 року, було введено його обов'язкове зображення на одній зі сторін полкових та сотенних корогв. Таким чином, наприклад, на лицьовій стороні зберігшегося до наших часів прапора Сенчанської сотні Лубенського полку, датованого 1760-ми роками, зображався козак на блакитному тлі, одягнений у позолочений червоний кунтуш поверх синього жупана, у червоних чоботях, із золотою рушницею на плечі. Герб був поміщений у бароковий щит, прикращений зброєю та чотирма хоругвами із зображенням російського імперського орла. Корогва Домонтовської сотні Переяславського полку цього ж періоду містить козака на жовтому тлі щита, що одягнений у червоний кунтуш поверх синього жупана, у червоних чоботях, із синьою рушницею на плечі. Герб був поміщений у бароковий щит, що оточений арматурою.

## Одяг
На печатках XVII ст. шапка не одягнута, а покладена на голову. Починаючи від часів Дем'яна Многогрішного до Данила Апостола ми маємо ще один варіант зображення шапки — носіння перевернутої шапки денцем вниз.

## Галерея

### Герби війська Запорозького

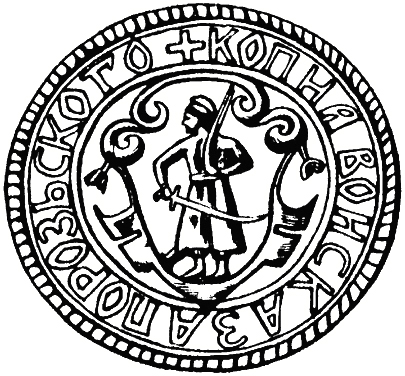
Печатка Війська Запорозького за Григорія Лободи (1592)
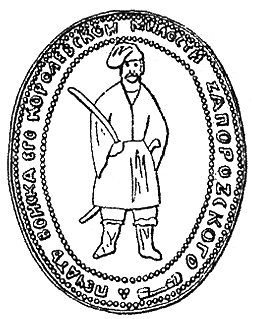
Печатка Війська старошого Кішки (реконструкція) (17 ст.)
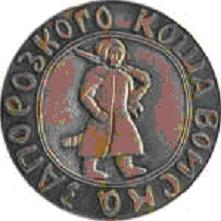
Печатка Війська Запорозького (17 ст.)
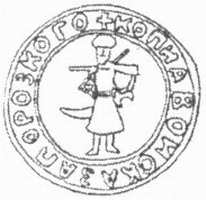
Печатка Війська Запорозького за Гаврила Крутневича (1603)
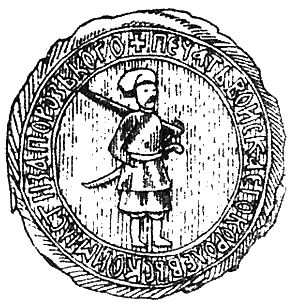
Печатка Війська Запорозького за Богдана Хмельницького (1648)
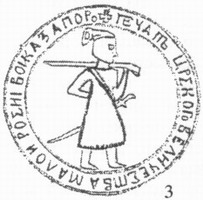
Печатка Війська Запорозького за Богдана Хмельницького (1654)
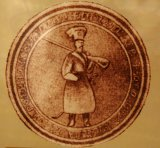
Печатка Війська Запорозького за Юрія Хмельницького та Івана Виговського (реконструкція) (17 ст.)
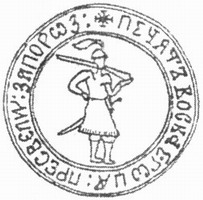
Печатка Війська Запорозького за Дем'яна Многогрішного (1669)
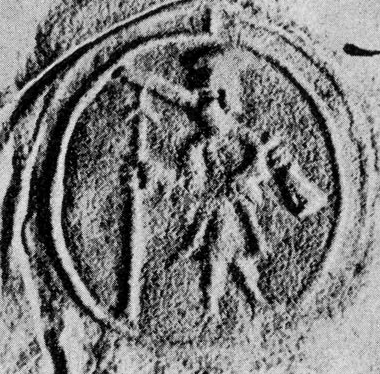
Печатка Війська Запорозького за Івана Брюховецького (кін. 17 ст.)
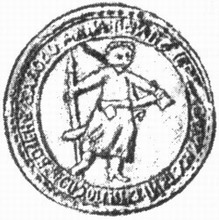
Печатка Війська Запорозького за Михайла Ханенка (1671)
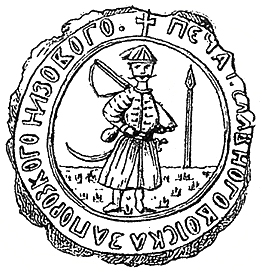
Печатка Війська Запорозько Низового за кошового Івана Малашевича (1734)
Печатка Війська Запорозького за гетьмана Івана Мазепи (18 ст.)
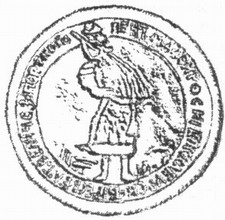
Печатка Війська Запорозького за Івана Скоропадського (1708)
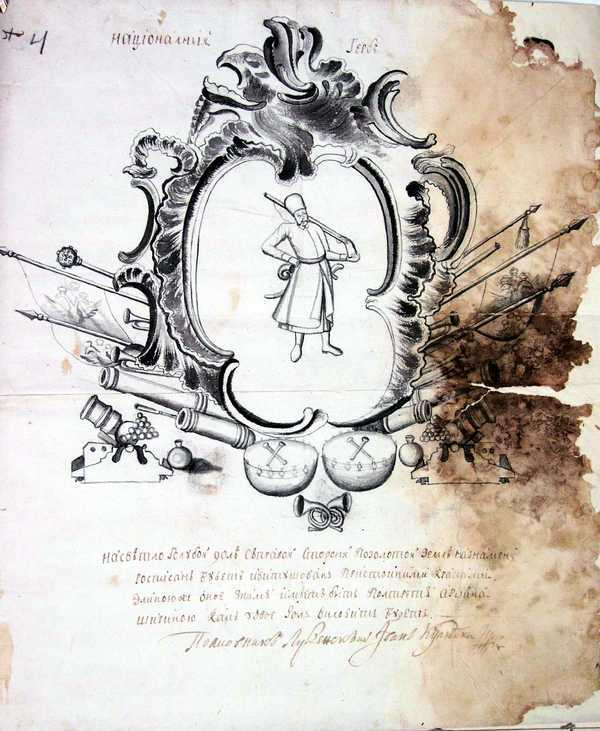
Проєкт національного герба (1758)
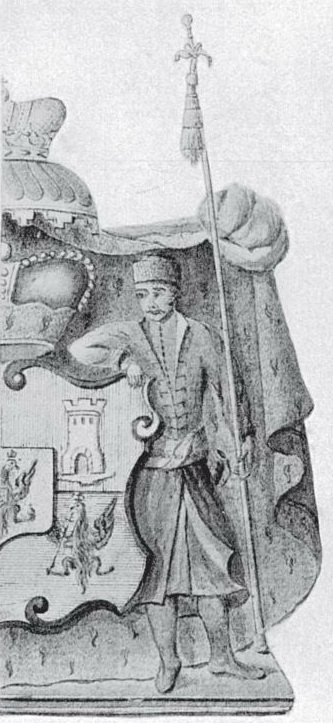
Герб Малоросії (проєкт Румянцева №2) (1765)
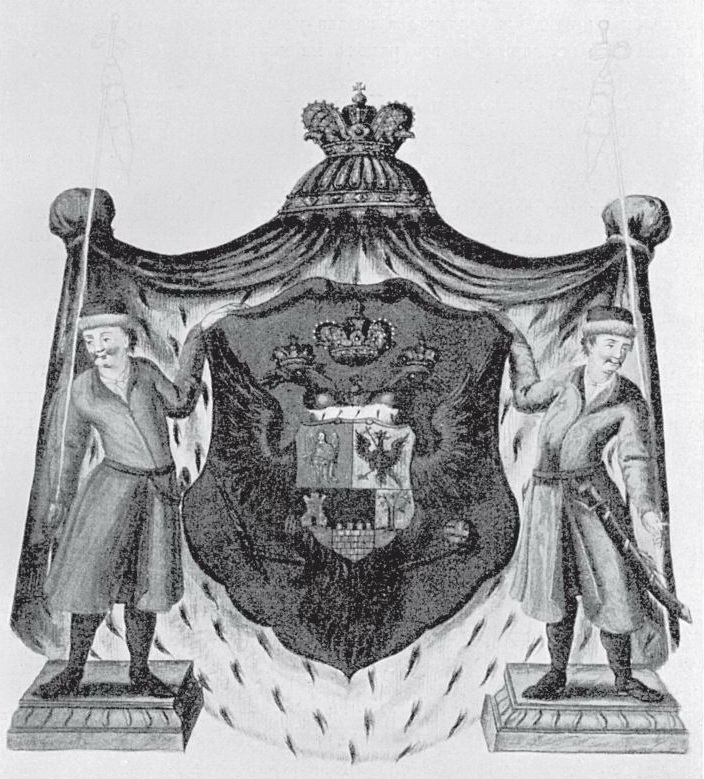
Герб Малоросії (проєкт Геральдичної контори №2) (1766)
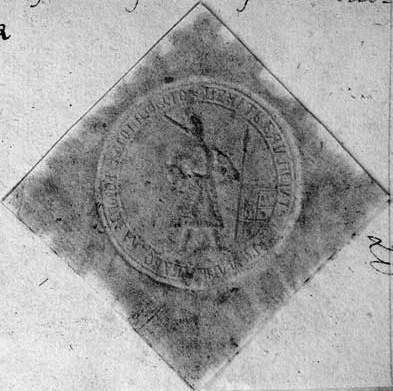
Печатка Війська Запорозького Низового (1767)
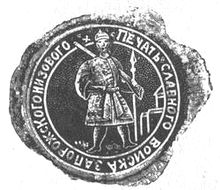
Печатка Славного Війська Запорозького Низового (1770)
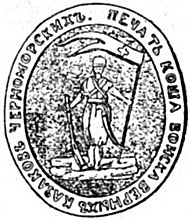
Печатка чорноморських козаків (кін. 18 ст.)
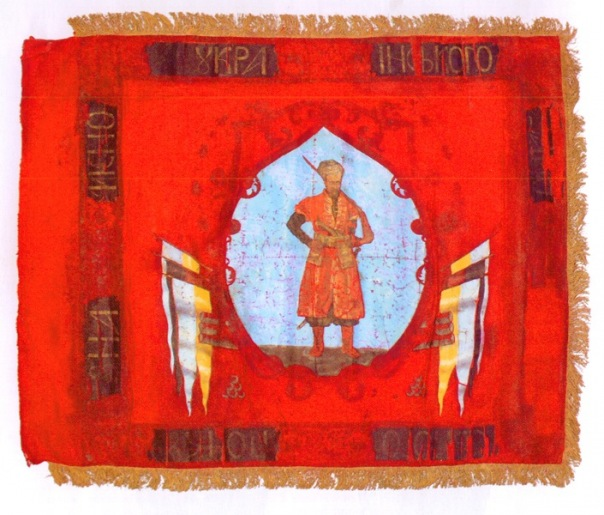
Прапор 1-го Запорізького полку УНР (1917)
Герб Української Держави (1918)
Герб Кубанської Народної Республіки (1918)
герб Лівобережжя із проєкту великого герба України (1939)

### У приватній геральдиці

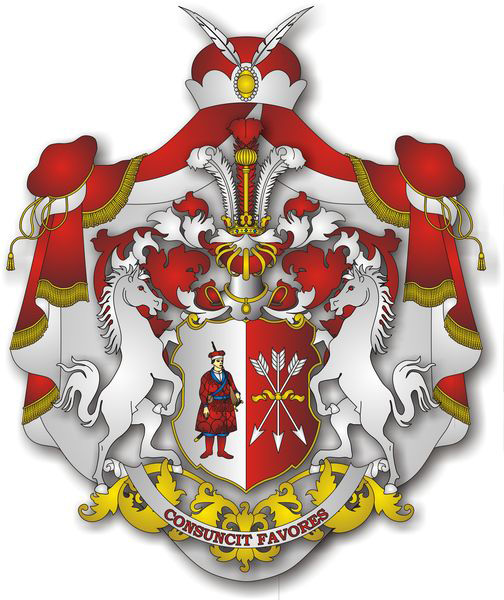
Великий герб Скоропадських
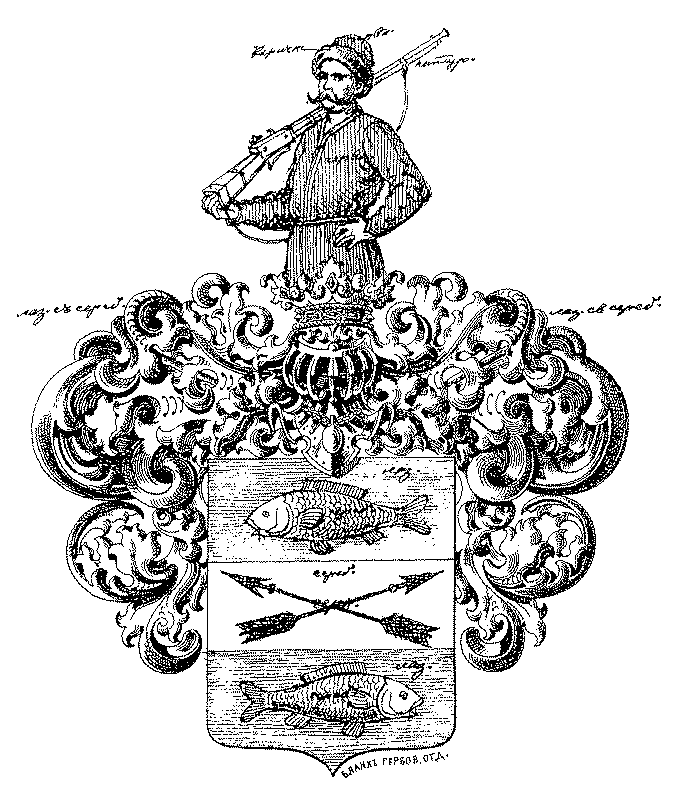
Герб Псіол
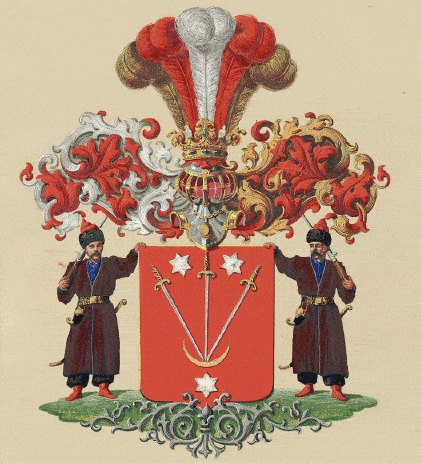
Герб Кованьків

### У сучасній геральдиці

Герб Війська Запорозького у сучасній територіальній та міській геральдиці
Герб Дніпропетровської області
Герб Запорізької області
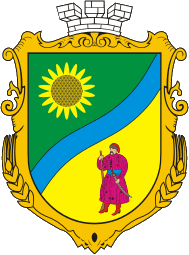
Герб Васильківського району Дніпропетровської області
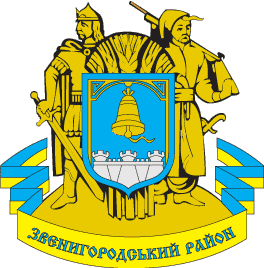
Герб Звенигородського району Черкаської області
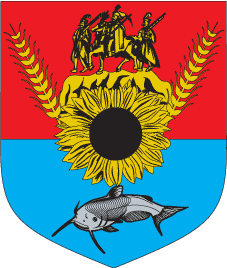
Герб Новоайдарського району Луганської області
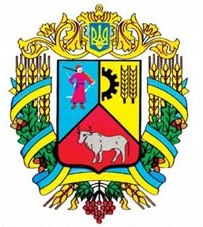
Герб Липовецького району Вінницької області
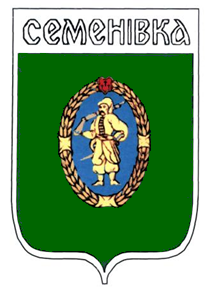
Герб Семенівського району Чернігівської області
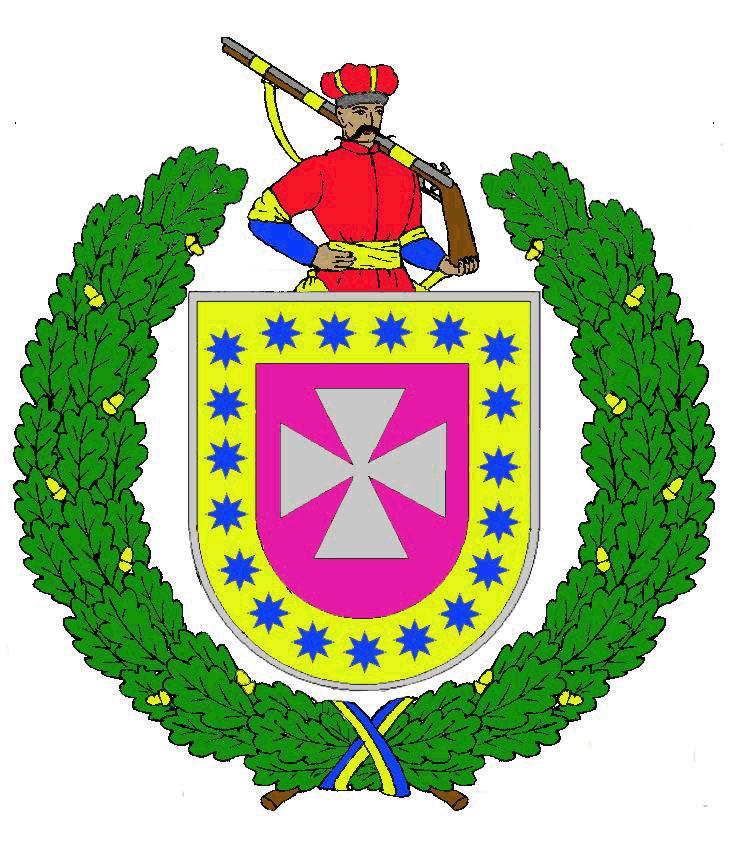
Герб Яготинського району Київської області
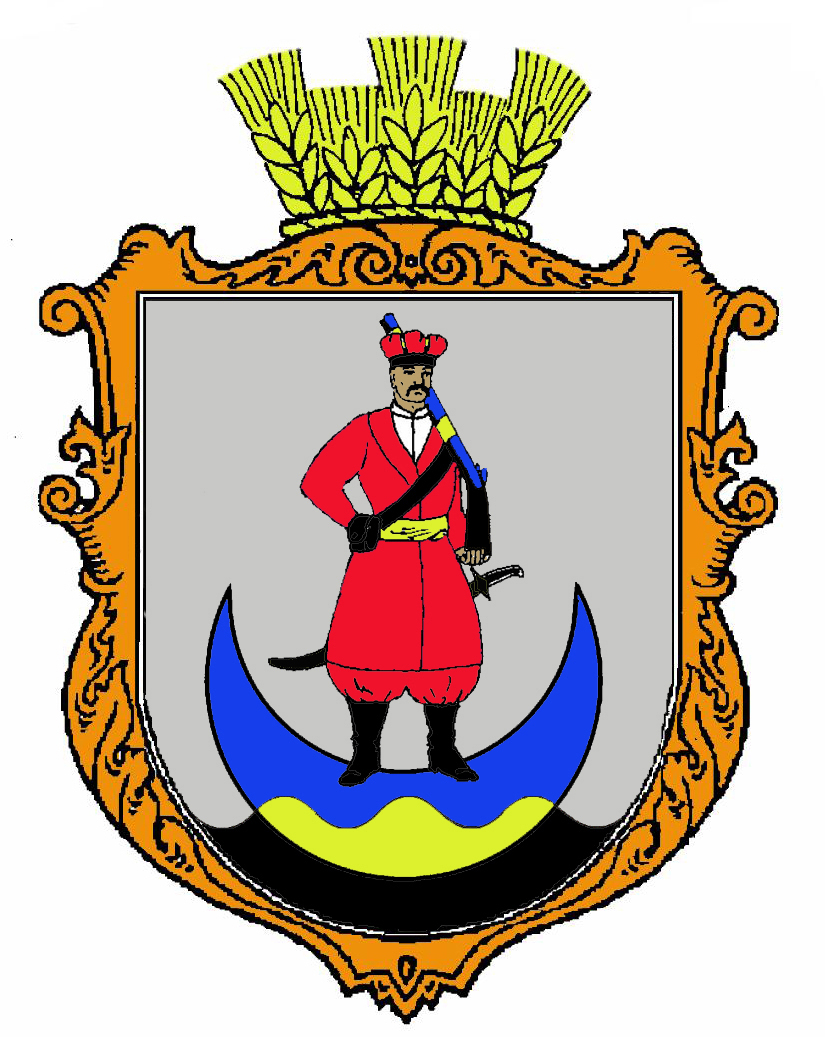
Герб Вересочі
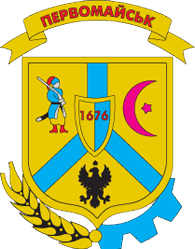
Герб Первомайська
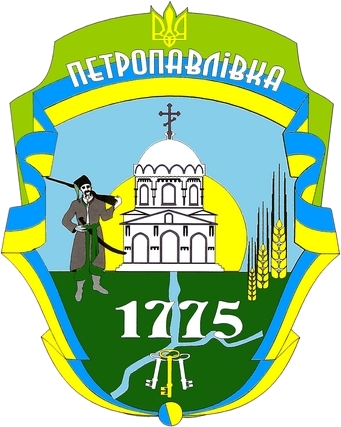
Герб Петропавлівки
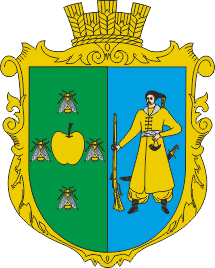
Герб Роїща
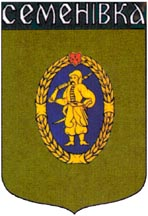
Герб Семенівки
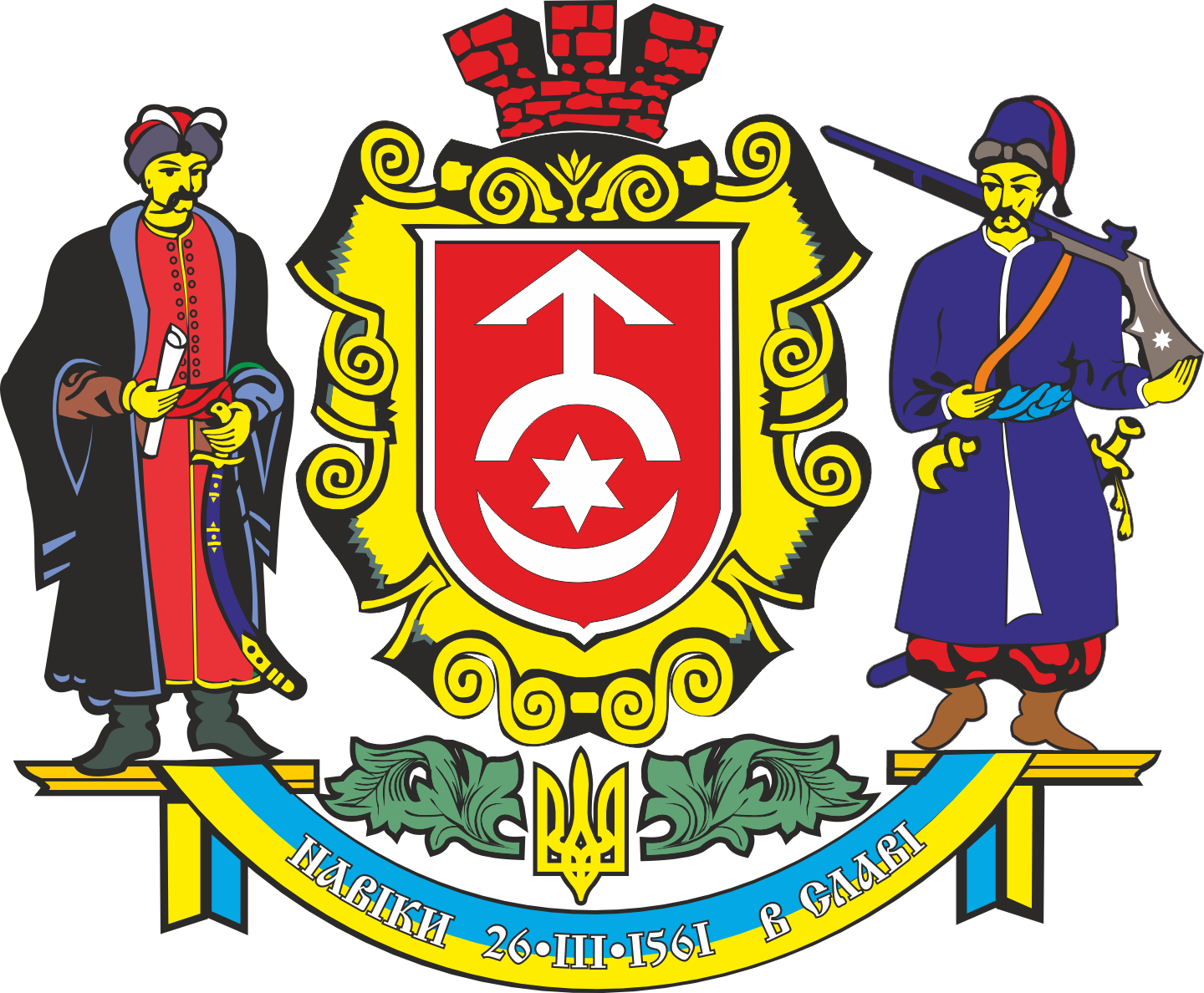
Герб Старокостянтинова
Герб Черкас
Нарукавний знак 110-ої бригади ТрО (Запоріжжя)
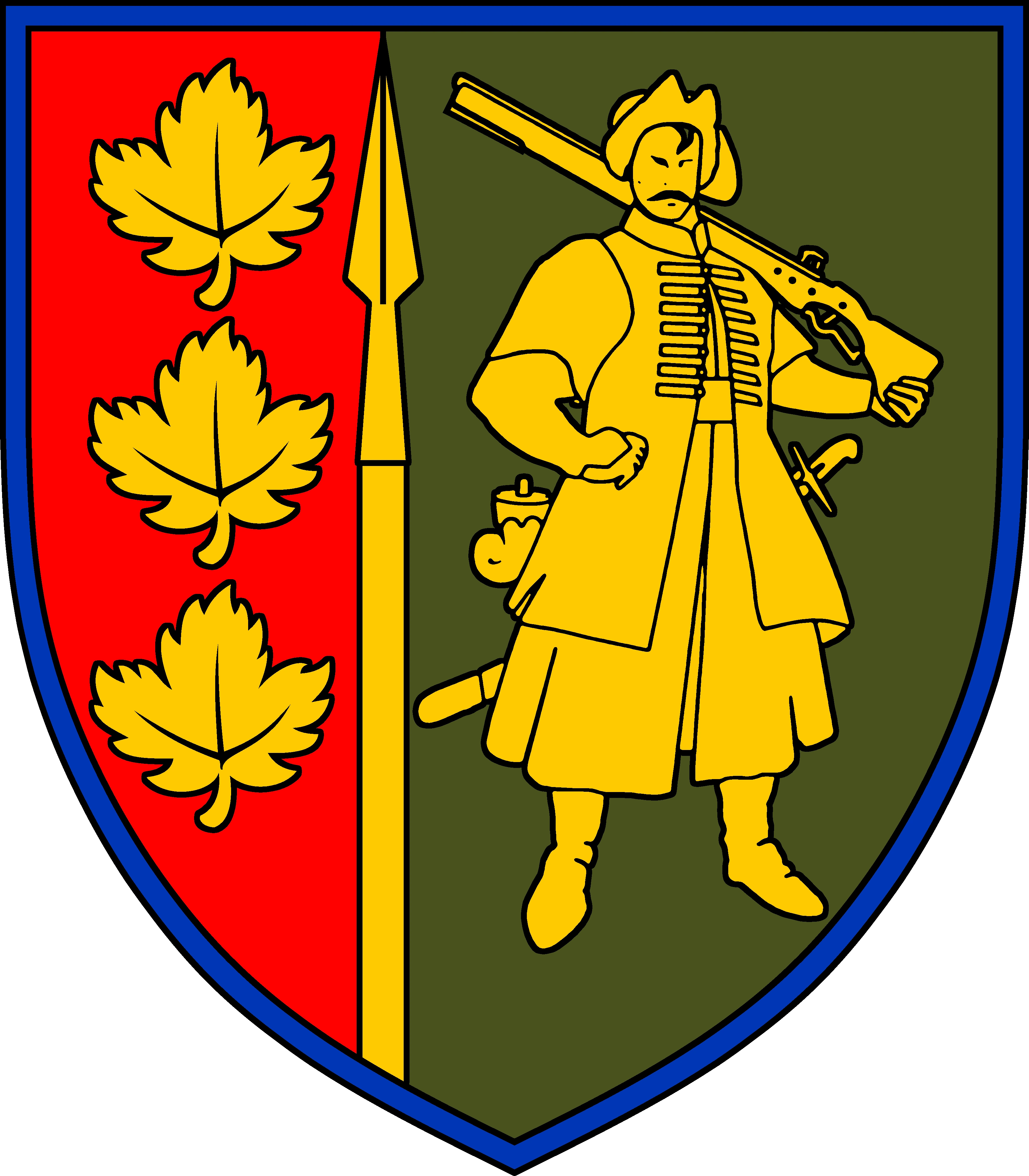
Нарукавний знак 65-ої ОМБр